# LovelyBooks
LovelyBooks.de ist ein von der aboutbooks GmbH, einer Tochter von Hugendubel, betriebenes soziales Netzwerk für Literaturinteressierte und gilt als eines der größeren deutschsprachigen sozialen Büchernetzwerke. Hugendubel hat die aboutbooks GmbH und somit LovelyBooks Anfang 2021 von der Verlagsgruppe Georg von Holtzbrinck übernommen.

## Über das Netzwerk
Im Februar 2015 hatte LovelyBooks 165.000 angemeldete Mitglieder und wurde im Monat 1,2 Millionen Mal von Usern aufgesucht. Für die Technik und Organisation der Website beschäftigte und bezahlte Holtzbrinck 2015 zehn Mitarbeiter, die Nutzung ist für Leser und (2015 4.200 registrierte) Autoren kostenlos. Im Januar 2021 hatte die Buchplattform nach eigenen Aussagen 350.000 angemeldete Mitglieder, über 10.000 registrierte Autoren und Verlage, ca. 1,9 Millionen eindeutige Nutzer pro Monat und dreizehn Beschäftigte.
Die Einnahmen kommen aus Werbung, Verlinkung zu Buchhändlern wie Amazon oder aus der Organisation von Live-Stream-Lesungen.
Seit 2009 vergibt die Community den LovelyBooks Leserpreis in verschiedenen Kategorien. Seit 2022 wird dieser unter dem Namen LovelyBooks Community Award vergeben.

## Website
Die Idee zu LovelyBooks.de wurde von Lothar Kleiner und Sandra Dittert geboren. Michael Breidenbrücker (last.fm) und Jodok Batlogg (Plone Foundation) entwickelten im Auftrag von aboutbooks die Website. LovelyBooks.de ging im Dezember 2006 online.
Mitglieder können Bücher in einem virtuellen Bücherregal sammeln oder auf eine Wunschliste setzen. Durch ein System aus Tags und Empfehlungen können Bücher vorgeschlagen werden. Bücher werden durch persönliche Nachrichten von Freunden empfohlen. Eine Auswahl an Mitgliedern erhält neue Bücher, um sie in Testleserunden vorzustellen. Es werden regionale Treffen organisiert.